# Feitosa
Feitosa é uma freguesia portuguesa do município de Ponte de Lima, com 3,07 km² de 
área e 1865 habitantes (censo de 2021). A sua densidade populacional é 607,5 hab./km²
Constituiu, até ao início do século XIX, o couto de Feitosa, do senhorio do arcebispo de Braga.

## Demografia
A população registada nos censos foi:
| Distribuição da População por Grupos Etários | Distribuição da População por Grupos Etários | Distribuição da População por Grupos Etários | Distribuição da População por Grupos Etários | Distribuição da População por Grupos Etários |
| -------------------------------------------- | -------------------------------------------- | -------------------------------------------- | -------------------------------------------- | -------------------------------------------- |
| Ano                                          | 0-14 Anos                                    | 15-24 Anos                                   | 25-64 Anos                                   | > 65 Anos                                    |
| 2001                                         | 188                                          | 120                                          | 454                                          | 66                                           |
| 2011                                         | 255                                          | 170                                          | 814                                          | 124                                          |
| 2021                                         | 334                                          | 192                                          | 1111                                         | 228                                          |

## Património
- Solar do Espírito Santo
- Quinta de Santo Amaro